# CANalyzer
CANalyzer（キャナライザー）は、ベクター・インフォマティックの分析ソフトウェアツール。この開発ソフトウェアは、主に自動車およびECUのサプライヤが、シリアルバスシステムのデータトラフィックを分析するために広く使用されている。ここで最も関連性の高いバスシステムは、CAN、LIN、FlexRay、Ethernet、MOST、およびCANベースのプロトコル（J1939、CANopen,、ARINC 825など）である。

## 説明
ベクターは、1992年に市場で最初のCANalyzerを提供した。これは世界初のCANソフトウェアツールである。それ以来、CANalyzerは継続的に更新されており、今日では世界をリードするCANバス用の分析ツールと見なされている。CANalyzerは、その主要な応用分野である自動車産業の車載電子ネットワークに加えて、鉄道輸送、大型車両、特殊車両、アビオニクス、医療技術など、他の多くの産業でも使用されている。
自動車業界のIPアーキテクチャに基づく新しいテクノロジーは、CANalyzerによってサポートされている。
CANalyzerは、そのロバストなバスモニタ機能に加えて、メッセージトラフィックとデータコンテンツをトリガー・分析するための多くの刺激および分析機能も備えている。これらの機能は測定セットアップに組み込まれている。ユーザーは、統合されたコンパイルプログラミング言語を使用して、ツールの機能を構成・拡張できる。
データは未加工形式と記号形式の両方で表示および評価される。1992年に、ベクターはすでにDBCデータ形式を開発しており、これは自動車業界でCAN記述を交換するためのデファクトスタンダードとなっている。FlexRayのFIBEX、LINのLDF、CANopenのEDS/DCF/XDDなど、関連規格は他のバスシステムでもサポートされている。

## バージョン
バージョン1.0は1992年にリリースされた。

### プログラムレベル
CANalyzerにはさまざまなバリエーションがある。これらは、ソフトウェアの機能的特徴（基本、エキスパート、プロフェッショナル）、サポートされているバスシステム（CAN、FlexRayなど）、およびサポートされている上位レベルのプロトコルオプション（SAE J1939、CANopenなど）に関連する。

## 参照
1. ↑  “New: CANalyzer 13.0 - Highlights of New Features”. 2020年6月11日閲覧。
2. ↑  CANalyzer Website, downloaded November 3rd, 2011
3. ↑  CANalyzer.J1939, downloaded November 3rd, 2011
4. 1 2  CANopen solutions, downloaded November 3rd, 2011
5. ↑  Overview CAN-based avionics protocols on www.avionics-networking.com, downloaded  June 17th, 2010
6. ↑  Neff, Dr.Matheus, Königseder (BMW), Singer (Freescale), Wagner (Broadcom): Ethernet & IP as Automotive Bus System in the Scenario of Camera-based Advanced Driver Assistance Systems in VDI-Reports 2132, 15.International Congress Electronic Systems for Motor Vehicles, Baden-Baden 2011, ISBN 978-3-18-092132-7.
7. ↑  CANalyzer.IP Archived 2011-11-29 at the Wayback Machine., downloaded November 3rd, 2011
8. ↑  “Company History Vector”. 2015年11月28日時点のオリジナルよりアーカイブ。2014年6月4日閲覧。

### 追加情報源
- Pfeiffer, Ayre, Keydel: Embedded Networking with CAN and CANopen, RTC Books San Clemente, USA, 2003 (eng)
- Pfeiffer, Ayre, Keydel: Embedded Networking with CAN and CANopen, RTC Books, Japan, 2006 (jap)
- CAN-Show-Premiere, Report about the CiA booth on the fair Interkama 1992, in Markt&Technik Nr.45, November 6, 1992 (German)
- Develop CAN applications faster - CAN tools: News at a glance, in Markt&Technik Nr.45, November 6, 1992 (German)

Networking with CAN and CANopen, RTC Books San Clemente, USA, 2003 (eng)
- Pfeiffer, Ayre, Keydel: Embedded Networking with CAN and CANopen, RTC Books, Japan, 2006 (jap)